# Alphabet borama
L'alphabet Borama (Borama: ) , plus généralement connu sous le nom de Script Gadabuursi., sert à écrire la langue somalienne. Il a été conçu autour de 1933 par Cheikh Abdurahman Cheikh Nuur du clan Gadabuursi.

## L'histoire
Bien que moins connu que l'osmanya, l'autre manière de transcrire le somali, le Borama a produit un remarquable corpus de littérature principalement composé de qasidas.
Écriture phonétique précise, le script Borama a été principalement utilisé par Nuur et son cercle de connaissances dans sa ville natale de Borama.